# 94
94 ou 94 d.C. foi um ano comum da Era de Cristo, no século I que teve início e fim numa quarta-feira, de acordo com o Calendário Juliano. a sua letra dominical foi E. Segundo o horóscopo chinês, foi o ano do Cavalo.
| Ano completo                        |
| ----------------------------------- |
| Ano comum com início à quarta-feira |

## Eventos

### Por lugar

#### Império Romano
- O imperador Domiciano reconstrói e rededica a Cúria Júlia (local de reuniões do senado romano), que havia se incendiado no ano 64.
- Domiciano bane os filósofos de Roma.

#### Ásia
- O general chinês Ban Chao conquista a bacia do Tarim ao tomar a cidade de Caraxar.

### Por assunto

#### ArteseCiências
- Públio Papínio Estácio se retira de Roma para Nápoles.

## Nascimentos
- Andi, imperador da China (m. 125).

| Calendário gregoriano                                                        | 94 XCIV                       |
| Ab urbe condita                                                              | 847                           |
| Calendário arménio                                                           | -458 – -457                   |
| Calendário bahá'í                                                            | -1750 – -1749                 |
| Calendário budista                                                           | 638                           |
| Calendário chinês                                                            | 2790 – 2791                   |
| Calendário copta                                                             | -190 – -189                   |
| Calendário etíope                                                            | 86 – 87                       |
| Calendários hindus - Vikram Samvat - Calendário nacional indiano - Cáli Iuga | 149 – 150 15 – 16 3194 – 3195 |
| Calendário Holoceno                                                          | 10094                         |
| Calendário islâmico                                                          | 545 BH – 543 BH               |
| Calendário judaico                                                           | 3854 – 3855                   |
| Calendário persa                                                             | 528 BP – 527 BP               |
| Calendário rúnico                                                            | 344                           |
| Calendário solar tailandês                                                   | 637                           |